# カルカソンヌ (ゲーム)
『カルカソンヌ』（Carcassonne）は、ドイツのハンス・イム・グリュック（ドイツ語: Hans im Glück）より2000年に発売されたボードゲームである。
デザイナーはクラウス＝ユルゲン・ヴレーデ（ドイツ語: Klaus-Jürgen Wrede）。フランス南部、古代ローマ時代の要塞都市カルカソンヌをモチーフとしている。
ドイツゲームの2大賞（ドイツ年間ゲーム大賞大賞、ドイツゲーム大賞1位）を獲得した人気ゲームであり、シリーズ化されている。

## ルール
ボードゲームではあるが、プレイ開始時点でゲームのボードは無く、タイルを並べてボードを作っていくゲームである。
まず地形タイルの内スタート用に用意されているタイルを置き、各プレイヤーは手下のコマを7つ持つ。このスタート用のタイルは一辺が都市の一部となる地面となっていて、それと並行して道路が走っている物である。
プレイヤーは順にタイルをランダムに引き、既に並べられているタイルの辺に書かれた地形と一致するように並べていく。タイルには、草原、道路、都市、修道院のいずれか（の一部、複数）が描かれている。
タイルを並べる際にそのタイルの地形のいずれかにコマを置くことができ、置くとその地形の所有を宣言することになる。既に他プレイヤーのコマが置いてある地形につながった場所には自コマを置けないが、タイルを置くことによって別プレイヤーの地形が連結することは起こりうる（2本の道路が左右からつながる、2つの土地がつながる、など）。複数のコマが置かれた地形の最終的な所有者は、その地形に最も多くのコマを置いた者（同数置いた者が複数いた場合はその全員に得点が与えられる）なので、特に都市の発達途中では所有権争いが起こることになる。
道路、都市、修道院が完成した時に、所有している手下のプレイヤーに点数が加算され、コマはプレイヤーの手元に戻る。
- 道路 - 両端が確定した際に完成。1ブロックにつき1点。
- 都市 - 地形が閉じたら完成。1ブロックにつき2点、旗が描かれているブロックは1つにつき更に2点。
- 修道院 - 周囲8マスの全てにタイルが置かれたら完成。9点。

タイルが全部おかれた時点でゲーム終了。草原は、完成した都市に隣接する数に応じて点数が加算される（1つにつき3点）。また、未完成の都市には完成時の半分（面積・旗の数それぞれについて1点）の、未完成の道路および修道院には完成時と同様の点数（道路は連結されたブロック数、修道院は周囲に配置されたタイルの数+1点）が加算される。
公式追加ルールとして一人プレイのルールも公開されている。

## 戦略
手下のコマは限られており、地形が完成するまで戻ってこないため、必要な時に手駒が無いことが起こりうる。得点を増やそうと地形を広げていくと、最終的に完成しないかもしれないというリスクを負う。狙いとしても、短期的な道路、中期的な都市、長期的な草原のどれを重視するかで迷うところである。
タイルを引くのはランダムであるので、勝負は「引き」次第という面があるにはある。そのため展開や最終的な町並みも大きく変わる。その一方で、どのような絵柄があるか（残っているか）推測できる経験者が有利という面もある。しかし、全体的には作戦と運が相半ばした、バランスの良いゲームと言える。
考える方向は多いが、基本的には引いたタイルを並べてコマを置く（または置かない）というだけなので、初心者や子供でも遊びやすい。また、手札など、各プレイヤーに隠された情報は無いため、初心者の手番では周りからアドバイスできるのも、ファミリーゲームらしい特徴である。

## シリーズ作品

### 拡張キット
カルカソンヌ本体に追加するタイル・新ルールなど
- カルカソンヌ追加キット (Die Erweiterung)
- カルカソンヌ追加キット2 商人と建築棟梁 (Erweiterung Handler & Baumeister)
- カルカソンヌ追加キット3 王と斥候 (Koenig & Spaeher)
- カルカソンヌ追加キット4 カルカソンヌの伯爵（Der Graf von Carcassonne ）
- カルカソンヌ追加キット5 王女とドラゴン (Burgfraulein und Drache)
- カルカソンヌ追加キット6 川-II（Der Fluss）
- カルカソンヌ追加キット7 塔 (Der Turm)
- カルカソンヌ追加キット8 修道院と市長（Abtei und Bürgermeister）
- カルカソンヌ追加キット9 伯爵、王と王族（Graf, König und Konsorten）
  - ※ミニ拡張だった追加キット3,4,6と、新規に「礼拝所」の拡張を加えてまとめたもの
- カルカソンヌ追加キット10 カタパルト (Katapult)
- カルカソンヌ追加キット11 橋・城・バザール（Burgen, Brücken, und Basare）
- カルカソンヌ追加キット12 従者（Das Gefolge）
- カルカソンヌミニ追加キット（Mini Erweiterung1-6）全6種
  - 1.羽根 2.電報 3.渡し船 4.金鉱 5.魔法使いと魔女 6.盗賊

この他にも、ゲーム雑誌の付録やゲームイベントで頒布された拡張セットがある。

### 限定版・セット商品
- カルカソンヌ 10周年記念版（Jubiläumsedition）

箱、得点盤がミープル（手下駒）の形状となっている特別版。駒は透明アクリル製。ミニ拡張タイル「祭（Fest）」が付属
- カルカソンヌ ビッグボックス

基本セット＋いくつかの拡張をまとめたもの

### 派生作品
単体でプレイ可能
- カルカソンヌ2 原始の営み (Carcassonne - Die Jäger und Sammler)（英語: Carcassonne: Hunters and Gatherers） - 原始時代を舞台とする
- カルカソンヌ：契約の箱 (The Ark of the Cpvenant)
- カルカソンヌ：ディ・ブルグ (Carcassonne Die Burg) - ライナー・クニツィアによる、2人専用ゲーム。
- カルカソンヌ：街（Carcassonne: Die Stadt） - K・J・レードによる
- カルカソンヌ：新大陸（Carcassonne: Neues Land） - K・J・レード & L.コロヴィーニによる

## ビデオゲーム版
ビデオゲームとして『Asmodee Digital』からiOS,Google Play,Steam(Windows/MacOS)で動作するものが販売されている。

## 受賞歴
- 2001年 ドイツ年間ゲーム大賞 (Spiel des Jahres)
- 2001年 ドイツゲーム大賞 (Deutscher Spielepreis)

### 公式サイト
- Carcassonne - ハンス・イム・グリュック社の公式サイト。（ドイツ語）
- Carcassonne - ズィーマンゲームズ社の公式サイト。（英語）
- Carcassonne World Championships - カルカソンヌ世界選手権のサイト。（英語）

### ファンサイト
- Carcassonne Central （英語）
- Carcassonne Forum （ドイツ語）
- WikiCarPedia - wikiによるルール集。多言語対応。（英語）

### ビデオゲーム版
- Xbox Live : カルカソンヌ - Xbox 360版
- Carcassonne for iPhone, iPod Touch and iPad （英語）